# Suello
Suello är en ort och kommun i provinsen Lecco i regionen Lombardiet i Italien. Kommunen hade 1 760 invånare (2018).